# Erika Hess
Erika Hess (Engelberg, 6 de marzo de 1962) es una deportista suiza que compitió en esquí alpino; seis veces campeona mundial.

## Trayectoria
Participó en dos Juegos Olímpicos de Invierno, obteniendo una medalla de bronce en Lake Placid 1980, en la prueba de eslalon, y en Sarajevo 1984 el quinto lugar en eslalon y el séptimo en eslalon gigante.
Ganó siete medallas en el Campeonato Mundial de Esquí Alpino entre los años 1980 y 1987.
En la Copa del Mundo consiguió 31 victorias y 76 podios en total. Ganó la clasificación general de la Copa del Mundo en 1982 y 1984.
Fue la abanderada de Suiza en las ceremonias de apertura de los Juegos Olímpicos de Lake Placid 1980 y Sarajevo 1984.
Recibió el premio Skieur d’Or en 1982. Fue nombrada «Deportista femenina del año» en su país en 1982.

## Palmarés internacional
| Juegos Olímpicos   | Juegos Olímpicos             | Juegos Olímpicos  | Juegos Olímpicos |
| Año                | Lugar                        | Medalla           | Prueba           |
| ------------------ | ---------------------------- | ----------------- | ---------------- |
| 1980               | Lake Placid (Estados Unidos) | Medalla de bronce | Eslalon          |
| Campeonato Mundial |                              |                   |                  |
| Año                | Lugar                        | Medalla           | Prueba           |
| 1980               | Lake Placid (Estados Unidos) | Medalla de bronce | Eslalon          |
| 1982               | Schladming (Austria)         | Medalla de oro    | Eslalon          |
| 1982               | Schladming (Austria)         | Medalla de oro    | Eslalon gigante  |
| 1982               | Schladming (Austria)         | Medalla de oro    | Combinada        |
| 1985               | Bormio (Italia)              | Medalla de oro    | Combinada        |
| 1987               | Crans-Montana (Suiza)        | Medalla de oro    | Eslalon          |
| 1987               | Crans-Montana (Suiza)        | Medalla de oro    | Combinada        |